# Ahmet Ayık
Ahmet Ayık (ur. 31 marca 1938 w Eskiköy) – turecki zapaśnik. Dwukrotny medalista olimpijski.
Walczył w stylu wolnym, najczęściej w kategorii półciężkiej (do 97 kg). Brał udział w dwóch igrzyskach (IO 64, IO 68), na obu zdobywał medale. Nie miał sobie równych w 1968, cztery lata wcześniej był drugi – przegrał z Aleksandrem Miedwiedem. Był złotym (1965 i 1967) oraz srebrnym medalistą (1966) mistrzostw świata. W 1967 i 1970 triumfował w mistrzostwach Europy, w 1966 był drugi. Triumfator igrzysk śródziemnomorskich w 1963 roku.